# Guðjón A. Kristjánsson

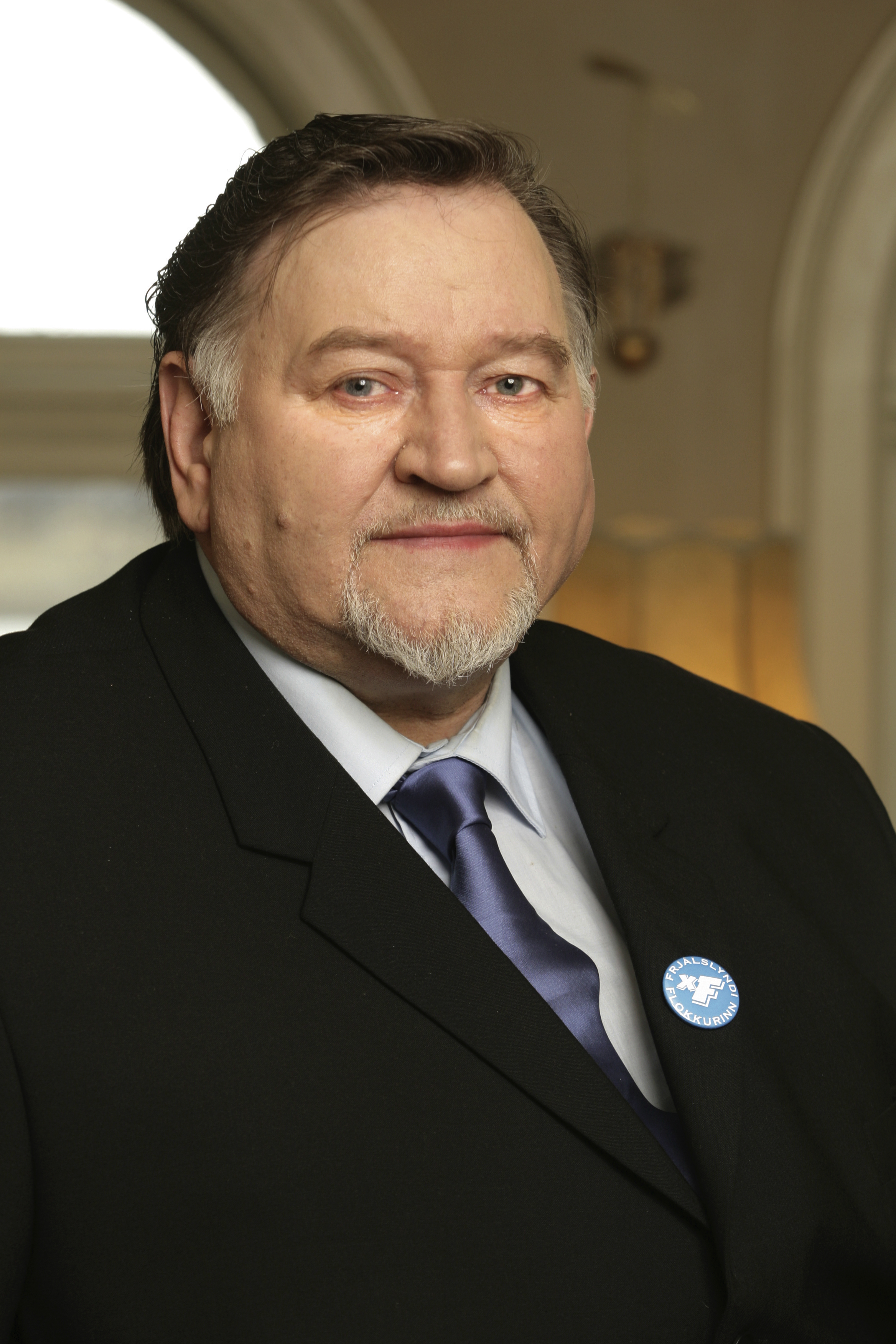
Guðjón Arnar Kristjánsson

Guðjón Arnar Kristjánsson (* 5. Juli 1944 in Ísafjörður; † 17. März 2018) war ein isländischer Politiker. Er war Vorsitzender der Liberalen Partei Islands (Frjálslyndi flokkurinn) von 2003 bis 2009.
Guðjón A. Kristjánsson war seit 1959 in der isländischen Fischerei tätig, zunächst als Matrose, Maschinist und Schiffskoch, ab 1965 als Steuermann und von 1967 bis 1997 als Kapitän. Von 1983 bis 1999 war er Vorsitzender des isländischen Seemanns- und Fischerverbands (Farmanna- og fiskimannasamband Íslands). Daneben war er aktives Mitglied der Unabhängigkeitspartei.
1999 schloss er sich der Liberalen Partei Islands (isländisch Frjálslyndi flokkurinn) an, deren Gründer Sverrir Hermannsson zuvor ebenfalls der Unabhängigkeitspartei angehört hatte. Von 1999 bis 2009 war Guðjón  Abgeordneter im Isländischen Parlament Althing. Von 2003 bis 2009 war er auch Vorsitzender seiner Partei.